# Betalväg

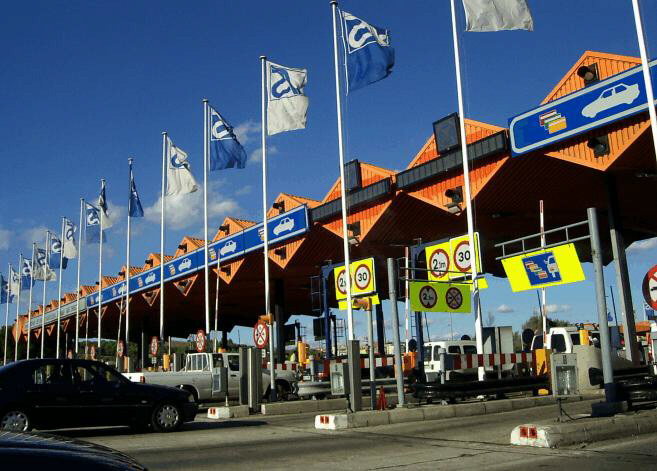
En betalstation nära Barcelona, Spanien.

En betalväg är en väg där trafikanter måste betala en vägavgift eller broavgift för att färdas. Det finns i princip två typer av betalvägar – vägtullar och vinjettvägar (det vill säga tidsbundna avgifter). Avgifterna kan exempelvis utgöra infrastrukturavgifter eller trängselavgifter.

## Vägtullar
Avgiften varierar med fordonstyp och den betalas vid på- eller avfart från vägsträckan. För en längre betalväg varierar avgiften med längden på sträckan. Normalt är det dyrbarare och nyare vägar som motorvägar och större broar som har vägtullar.

### Sverige

Svensk vägskylt för betalväg

I Sverige måste trafikanter betala avgift på: 
- Infrastrukturavgift tas från och med 1 februari 2015 ut för Sundsvallsbron och Motalabron.
  - Planer finns också på infrastrukturavgift för Skurubron,[1] för Masmolänken, för att finansiera bro över Motala ström i Norrköping och för en tunnel genom Åsberget, Örnsköldsvik.[källa behövs]
- Trängselskatten i Stockholm och Göteborg innebär ett slags avgift för att passera gränsen till centrala Stockholm och Göteborg och för att passera Göteborg.
- Öresundsförbindelsen, vilket bygger på principen att utlandsresor bör betalas av resenärerna, inte skattebetalarna.
  - Under 2005–2021 togs avgift ut på Svinesundsbron.
- Under 1993–1999 togs avgift ut på Rödöbron. Det var då en privat väg, i huvudsak ägd av berörda kommuner, som staten köpte 1999 och avgiften slopades.

Norsk vägskylt för betalväg

### Norge
Se Lista över avgiftsbelagda vägar i Norge.
Den norska benämningen på en väg som är avgiftsbelagd, en betalväg, är bomvei (sv."bomväg"). Ett antal bomveier runt en stad går under den gemensamma benämningen bomring. Det finns även ett antal bomveier som utgör vanliga landsvägar som avgiftsbelagts. Alla betalstationer i Norge är automatiska, förutom enstaka färjor. Systemet för automatisk betalning går under namnet AutoPASS. För bilar utan transponder fotograferas registreringsskylten och faktura sänds till bilens ägare. Detta gäller även bilar som är registrerade i andra länder än Norge. Innehavare av så kallad Brobizz för passage av Öresundsbron kan använda den för automatisk betalning i dessa bestalstationer genom Easygo-samarbetet.
Ordet bomvei kan också syfta till en väg som är avstängd, med en vägbom.

### Danmark
Broavgift tas ut på Öresundsförbindelsen och Stora Bältbron. Fram tills 2022 togs avgift även ut på Kronprinsesse Marys bro. Det danska systemet för elektronisk betalning i automatiska betalstationer, Brobizz utvecklas och förvaltas av Brobizz A/S, ett helägt dotterbolag till Sund & Bælt Holding A/S. Både A/S Storebælt, ägare av Stora Bältbron, och A/S Øresund som äger Öresundsbrokonsortiet, tillsammans med svenska staten genom Svedab (Svensk-Danska Broförbindelsen Svedab Aktiebolag) är också helägda dotterbolag till Sund & Bælt Holding A/S. 
På Färöarna finns avgiftsbelagda tunnlar, Vágatunnilin, Norðoyatunnilin och Eysturoyartunnilin
| Vägtullar i europeiska storstäder[källa behövs] | Belopp |
| ----------------------------------------------- | --- |
| Aten, Grekland                                  | 2.05-3.10 Euro ojämnt reg nr ojämn veckodag jämnt reg nr jämn veckodag |
| Göteborg, Sverige                               | 9-22 kr mån-fre 06:00-18:29 |
| London, Storbritannien                          | £10 mån-fre 07:00-18:00 |
| Oslo, Norge                                     | Avgiften är miljödifferentierad. Priserna under gäller lätta fordon (upp till 3,5 ton) och fordon som faller inom kategori M1. För större fordon gäller andra (högre) priser. Priset efter snedstrecket gäller i rusningstiden, som i Oslo beräknas klockan 06:30 - 09:00 och 15:00 - 17:00. Mer information och priser finns på Fjellinjen. Priser sedan 1 oktober 2021: - Inre betalring: - Bensin/laddhybrid: 18 NOK / 22 NOK - Diesel: 20 NOK / 24 NOK - Elbilar: 5 NOK / 9 NOK - Vätgasbilar: 0 NOK - Osloringen: - Bensin/laddhybrid: 22 NOK / 28 NOK - Diesel: 26 NOK / 31 NOK - Elbilar: 6 NOK / 11 NOK - Vätgasbilar: 0 NOK - Stadsgräns: - Bensin/laddhybrid: 22 NOK / 28 NOK - Diesel: 26 NOK / 31 NOK - Elbilar: 6 NOK / 11 NOK - Vätgasbilar: 0 NOK |
| Stockholm, Sverige                              | 11-45 kr mån-fre 06:00-18:29 |

### Andra europeiska länder med vägtullar
- Bulgarien
- Bosnien-Hercegovina
- Frankrike
- Grekland
- Island (Hvalfjörður-tunneln)
- Italien
- Kroatien
- Montenegro
- Nordmakedonien
- Polen
- Portugal
- Rumänien

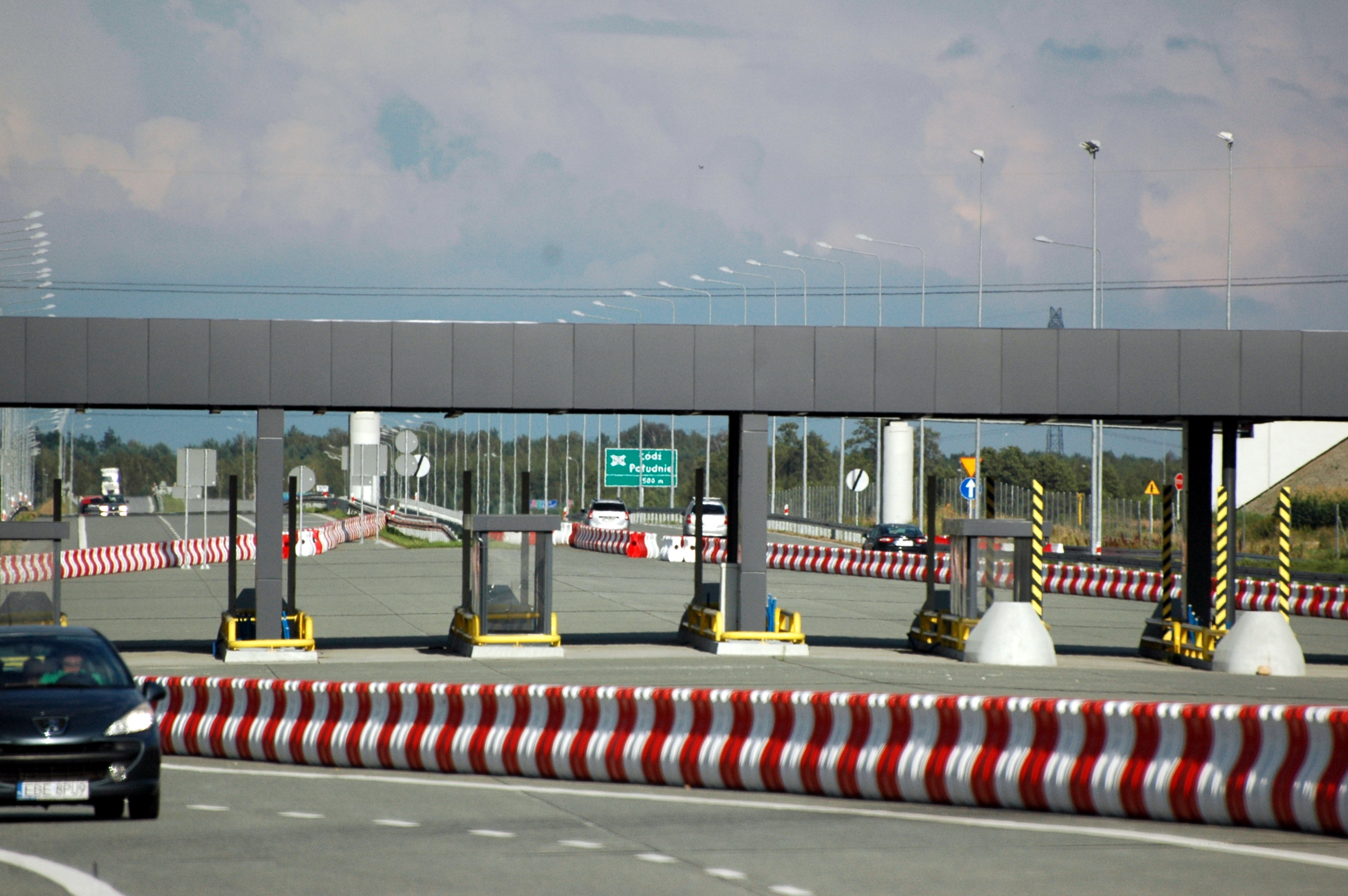
Polen

- Schweiz (Stora St Bernhard-tunneln och Munt La Schera-tunneln)
- Serbien
- Slovakien
- Spanien
- Storbritannien
- Tjeckien
- Turkiet
- Tyskland (Warnowtunnel vid Rostock, Herrentunnel vid Lübeck samt motorvägsavgift för lastbilar)
- Ungern
- Vitryssland
- Österrike (några tunnlar. Vinjett gäller inte här)

## Vinjettvägar
Betalväg där avgiften erläggs i förskott för en viss tidsperiod och erlagd avgift visas med ett klistermärke kallat vinjett (svensk stavning enligt Trafikverket, av franskans vignette, vinliknande dekoration i tidiga böcker) fäst i vindrutan. Avgiften gäller för obegränsad trafik under perioden på samtliga vinjettvägar i landet.

### Eurovinjettdirektivet och extra broavgifter
EU-länder som har vinjettbaserat vägavgiftssystem får inte lägga till ytterligare vägavgifter på tung trafik enligt Eurovinjettdirektivet. Det finns dock undantag, och det gäller för broar, bergspass och tunnlar, där ytterligare vägavgift kan tas ut. I Sverige har det föreslagits att detta undantag ska utnyttjas för att finansiera tre broar genom broavgift på tung trafik: Sundsvallsbron (klar i december 2014), bron över Motalaviken (klar hösten 2013) samt den planerade nya Skurusundsbron i Nacka. Eurovinjettdirektivet förhindrar "rabatter eller avdrag på avgiften för externa kostnader, eftersom det skulle innebära en betydande risk för diskriminering av vissa användarkategorier". Direktivet har av svenska myndigheter tolkats som att likabehandling av trafikslag krävs för att extra bro- och tunnelavgifter ska få införas på tung trafik – utöver vinjettavgiften som utländsk trafik redan har betalat. Detta har använts som argument för att avgift då måste införas även på andra trafikslag, för att dessa inte ska subventioneras av tung trafik.

### Länder med vinjettvägar i Europa
- Schweiz, samtliga motorvägar
- Slovakien, samtliga motorvägar
- Slovenien, samtliga motorvägar
- Tjeckien, samtliga motorvägar
- Ungern, många motorvägar. Inget klistermärke, utan fordonets registreringsnummer sparas i en central databas.
- Österrike, samtliga motorvägar